# トワイライト・ウォリアーズ 決戦! 九龍城砦
『トワイライト・ウォリアーズ 決戦！九龍城砦』（とわいらいとうぉりあーず けっせんきゅうりゅうじょうさい、原題：九龍城寨之圍城、英題：Twilight of the Warriors: Walled In）は、2024年の香港のアクション映画。余兒 (Yuyi) の小説『九龍城寨』およびこの小説を漫画化した司徒劍僑による漫画『九龍城寨』の実写映画化。無法地帯として知られ1990年代初頭に取り壊された九龍城砦に住む人々と裏社会の勢力争いが描かれる。監督はソイ・チェン、出演はルイス・クー、サモ・ハン、リッチー・レン、レイモンド・ラム、フィリップ・ンなど。香港での興行収入が1億香港ドルを超え、香港映画として歴代1位の観客動員数に達した。
前日譚（原題：九龍城寨之龍頭）と後日譚（原題：九龍城寨之終章）が製作されることが2024年5月に発表された。
第97回アカデミー賞の国際長編映画賞の香港代表作品に選ばれたが、世界中から出品された85作品から15作品に絞られたショートリストの中には残らなかった。
第43回香港電影金像奨では、作品賞をはじめとする9賞を受賞した。

## あらすじ
1980年代。香港へ密入国した陳洛軍（チャン・ロッグワン）は身分証を買う金を稼ぐため、黒社会の大ボスが開催した賭け試合に出場する。格闘の腕を見込まれ大ボスから自分の元に来いと誘いを受けるが、黒社会との繋がりを忌避し拒否。後日、身分証を受け取りに大ボスのもとに行くも渡されたのは一目で偽造と分かる物だった。使える身分証は手に入らず、代金も返してもらえず、憤る陳洛軍はアジトで大金を管理してる所から袋の一つを奪い、大ボスの手下たちに追われることになる。大ボスの支配が届かない九龍城砦に運よく逃げ込む。そこで九龍城砦を支配下に置く龍捲風（ロンギュンフォン）やその右腕である信一（ソンヤッ）を始めとした九龍城砦に暮らす人々と出会い触れ合うことで、次第に陳洛軍はそこに自分の居場所を見つけていく。そして、大ボスの魔の手が城砦に迫る中、苦難を共にし暮らす皆を守るため、仲間たちと共に自由と絆をかけた決戦へと身を投じていく。

## キャスト
チャン・ロッグワン（陳洛軍）
演 - レイモンド・ラム（林峯）、日本語吹替 - 小林親弘
幼くして両親を失い、身寄りもないまま香港へ密入国した孤独な青年。生き延びるために必死で戦い続けるが、最初は自分のことしか考えられなかった。だが、九龍城砦で龍捲風や信一らの人々と触れ合う中で、徐々に人間味を取り戻し仲間達との絆を育てていく。大ボスによる支配の脅威に対し、仲間と共に拳を交える決意を固める。しかし、その過去には九龍城砦の人々も知らぬ因縁が潜んでいる。
ロンギュンフォン（龍捲風）
演 - ルイス・クー（古天樂）、日本語吹替 - 堀内賢雄
九龍城砦内で理髪店を営む店主にして、城砦全体をまとめるリーダー的存在。表向きは寡黙だが、過去には黒社会でも名を馳せた伝説の拳の持ち主であり、今なお九龍城砦最強と恐れられている。かつての修羅場を経て現在は平穏を望んでいるが、密かに病を抱え余命を悟っており、後継となる存在を探している節もみられる。暴力よりも人との信頼を重んじ、陳洛軍の中に眠る真っ直ぐな強さを誰よりも早く見抜く。
ソンヤッ（信一）
演 - テレンス・ラウ（劉俊謙）、日本語吹替 - 鈴木崚汰
龍捲風の右腕として九龍城砦の秩序を守る若き実力者。無口で冷静沈着だが、内には強い正義感と仲間への思いやりを秘めている。当初は警戒していた洛軍に対しても、彼の誠実さと不器用な優しさに触れるうちに心を開き、やがて彼の良き理解者となる。洛軍に仕事を紹介し迎え入れるなど、彼にとっての兄貴分とも言える存在。龍捲風を深く敬愛しており、その背中を追い続けている。
セイジャイ（四仔）
演 - ジャーマン・チョン（張文傑）、日本語吹替 - 星野佑典
九龍城砦で住民たちの命を支える医者。無愛想で皮肉屋だが、医術の腕は確かであり、人一倍面倒見がよく、その存在は九龍城砦の縁の下の力持ちと言える。過去に負った顔の大きな傷を隠すため、常にマスクを着けているが、その傷の由来については多くを語らない。逃げ込んできた洛軍の手当てをしつつ、次第に彼に対しても皮肉交じりに助言を送るようになる。
サップイーシウ（十二少）
演 - トニー・ウー（胡子彤）、日本語吹替 - 石谷春貴
かつて少年時代に龍捲風に命を救われ、それ以来彼を父のように慕い、尊敬し続けている青年。現在は虎兄貴の組織で若頭を務めており、黒社会の中で頭角を現す一方、九龍城砦とは複雑な立場にある。理想と現実の間で揺れ動きながらも、かつて自分を守ってくれた龍捲風のためにできることを探している。洛軍とは初対面から衝突するものの、彼のまっすぐな姿に次第に惹かれていく。運命の流れの中で、自らの忠義と信念が試される存在。
大ボス（大老闆）
演 - サモ・ハン・キンポー（洪金寶）、日本語吹替 - 水島裕
油麻地のフルーツマーケット一帯を牛耳る黒社会の大物。表向きは穏やかな商人を装うが、その裏では非情な手口で縄張りを拡大し、恐怖と暴力で人々を支配してきた。賭け試合を仕切るなど裏社会の興行にも精通しており、洛軍の強さに目をつけて配下に引き込もうとする。要求を拒まれたことで激怒し、洛軍に対し執拗な追撃をかける。その冷酷さと執念深さは周囲の幹部たちすら恐れるほどで、やがて九龍城砦にまで影響力を及ぼしはじめる。かつて一時代を築いた伝説的存在として、誰もが逆らえない重圧を放つ巨魁。
ウォンガウ（王九）
演- フィリップ・ン（伍允龍）、日本語吹替 - 赤坂柾之
大ボスの右腕として行動し、その野心と冷徹さで急速に勢力内で台頭してきた実力者。表向きは忠実な部下を装っているが、内心では組織の頂点の座を狙っており、隙あらば大ボスすら出し抜こうと目論んでいる。驚異的な身体操作術を誇り、刃物をも弾くほどに筋肉と気を一点に集中させる特殊な気功術を体得しており、その戦闘力は常人をはるかに凌駕する。洛軍に強い対抗心を抱き、幾度となく激突する宿敵的存在。冷笑を絶やさぬ態度の裏に、飢えた獣のような攻撃性と執念を秘めている。
秋（チャウ）兄貴（狄秋）
演 - リッチー・レン（任賢齊）、日本語吹替 - 金馬貴之
九龍城砦の有力な地主の一人であり、龍捲風とは義兄弟の契りを結んだ旧き仲間。かつて黒社会の抗争に巻き込まれ、陳占の手によって妻子を惨殺された過去を持つ。外見は穏やかで寛容だが、その内には燃えるような復讐心を抱えており、どこかで生き延びていると噂される陳占の息子までも葬ろうと密かに動いている。正義と復讐の狭間で揺れるその在り方は、九龍城砦という自由な共同体の中で一つの陰影を落とす。弟分である龍捲風の平穏を願いつつも、自らの怒りと悲しみをどう昇華すべきか葛藤し続けている。
虎兄貴（Tiger哥）
演 - ケニー・ウォン（黃德斌）、日本語吹替 - 松本こうせい
廟街を縄張りとする黒社会のボスで、その名を聞けば誰もが身をすくめるほどの圧倒的な存在感を放つ実力者。かつての抗争で陳占に右目を潰された因縁を持ち、その傷は今も彼の顔と心に深く刻まれている。以後、暴力の中でのし上がることを選び、冷酷非道な手腕で縄張りを拡大してきた。表向きは沈着冷静だが、陳占への復讐心はいまだ燻り続けており、その狂気が垣間見える瞬間には部下ですら言葉を失う。十二少（サップイーシウ）を若頭として育てているが、自身の影を重ねているのか、時に試すような厳しさを見せる。
チャン・ジム（陳占）
演 ‐ アーロン・クオック（郭富城）、日本語吹替 - 三上哲
かつて香港黒社会を裏から牛耳った伝説的な存在、雷震東の右腕であり、冷酷無比な殺人鬼として「殺人王」の異名を轟かせていた。無慈悲な支配と暴力で恐怖の絶頂を築き上げ、多くの抗争の火種を撒き散らしたが、黒社会の勢力争いの中で宿敵・龍捲風との激突に敗れ、命を落とす。その死は九龍城砦にとっての一つの転換点となり、城砦内外の勢力図を大きく塗り替えた。彼の遺した影は深く、陳占の行いと因縁は今なお人々の記憶に刻まれ、復讐や抗争の連鎖を生み続けている。
アチャッ（阿七）
演 - 喬靖夫、日本語吹替 - 黒澤剛史
九龍城砦でチャーシュー飯が名物の飲食店「阿七冰室」の店主。スキンヘッド。
インファン（燕芬姐）
演 - フィッシュ・リュウ（廖子妤）、日本語吹替 - 早川舞
九龍城砦の食品加工場で魚のつみれ団子作りをしている若い女性。
ユーダンムイ（魚蛋妹）
演 - 王尹菁、日本語吹替 - 山口立花子
九龍城砦の食品加工場で魚のつみれ団子作りをしている少女。
(蘇玉儀)
演 - 蔡思韵
チャン・ロッグワン（陳洛軍）の母親、チャン・ジム（陳占）の妻。

## スタッフ
- 原作：ユー・イー（余兒）『九龍城寨』
- 監督：ソイ・チェン（鄭保瑞）
- 製作：ジョン・チョン（莊澄）、ウィルソン・イップ（葉偉信）
- 脚本：アウ・キンイー（中国語版）（歐健兒）、チャン・タイリー（中国語版）（陳大利）、サム・クァンシン（岑君茜）、ジャック・ライチュン（黎俊）
- 編集：チョン・ガーファイ（中国語版）（張嘉輝）
- 撮影：チェン・シウキョン（中国語版）（鄭兆強）
- 音楽：川井憲次
- アクション監督：谷垣健治
- 衣装：カレン・イップ（葉嘉茵）
- 造形：ブルース・ユー（余家安）
- 美術総監：マック・コッキョン（麦国強）
- 美術指導：チャウ・サイフン・アンブローズ（周世鴻）[7]
- 視覚効果指導：ジュールス・リン（林駿宇）、マー・シウ・フー（馬肇富）、ギャレット・K・ラム（林嘉楽）、イー・クォック・リョン（余國亮）[7]
- 音響デザインとミキシング：イウ・チュンヒン（姚俊軒）[7]
- 音響エフェクト編集：チャン・マンホイ（張文愷） 、トゥー・バーナード・デイヴィ（杜本立）[7]

## 受賞・ノミネート
| 映画賞                           | 授賞日         | 部門             | 対象                                                                         | 結果       | 出典         |
| -------------------------------- | -------------- | ---------------- | ---------------------------------------------------------------------------- | ---------- | ------------ |
| 2024シアトル映画批評家協会賞     | 2024年12月16日 | アクション振付賞 | 谷垣健治                                                                     | ノミネート | [ 8 ]        |
| 第18回アジア・フィルム・アワード | 2025年3月16日  | 作品賞           | 『トワイライト・ウォリアーズ 決戦! 九龍城砦』                                | ノミネート | [ 9 ] [ 10 ] |
| 第18回アジア・フィルム・アワード | 2025年3月16日  | 助演男優賞       | フィリップ・ン                                                               | ノミネート | [ 9 ] [ 10 ] |
| 第18回アジア・フィルム・アワード | 2025年3月16日  | 編集賞           | チュン・カーファイ                                                           | 受賞       | [ 9 ] [ 10 ] |
| 第18回アジア・フィルム・アワード | 2025年3月16日  | 撮影賞           | チェン・チュウキョン                                                         | ノミネート | [ 9 ] [ 10 ] |
| 第18回アジア・フィルム・アワード | 2025年3月16日  | 音楽賞           | 川井憲次                                                                     | ノミネート | [ 9 ] [ 10 ] |
| 第18回アジア・フィルム・アワード | 2025年3月16日  | 衣裳デザイン賞   | ブルース・ユー カレン・イップ                                                | ノミネート | [ 9 ] [ 10 ] |
| 第18回アジア・フィルム・アワード | 2025年3月16日  | 美術賞           | ケネス・マク チャウ・サイフン・アンブローズ                                  | 受賞       | [ 9 ] [ 10 ] |
| 第18回アジア・フィルム・アワード | 2025年3月16日  | 視覚効果賞       | ジュールス・リン マー・シウ・フー ギャレット・K・ラム イー・クォック・リョン | ノミネート | [ 9 ] [ 10 ] |
| 第18回アジア・フィルム・アワード | 2025年3月16日  | 音響賞           | イウ・チュンヒン チャン・マイホイ トゥー・バーナード・デイヴィ               | ノミネート | [ 9 ] [ 10 ] |
| 第43回香港電影金像奨             | 2025年4月27日  | 作品賞           | 『トワイライト・ウォリアーズ 決戦! 九龍城砦』                                | 受賞       | [ 11 ]       |
| 第43回香港電影金像奨             | 2025年4月27日  | 監督賞           | ソイ・チェン                                                                 | 受賞       | [ 11 ]       |
| 第43回香港電影金像奨             | 2025年4月27日  | 男優賞           | レイモンド・ラム                                                             | ノミネート | [ 11 ]       |
| 第43回香港電影金像奨             | 2025年4月27日  | 助演男優賞       | フィリップ・ン                                                               | ノミネート | [ 11 ]       |
| 第43回香港電影金像奨             | 2025年4月27日  | 助演男優賞       | ルイス・クー                                                                 | ノミネート | [ 11 ]       |
| 第43回香港電影金像奨             | 2025年4月27日  | 新人俳優賞       | ジョセフ・ラウ                                                               | ノミネート | [ 11 ]       |
| 第43回香港電影金像奨             | 2025年4月27日  | アクション設計賞 | 谷垣健治                                                                     | 受賞       | [ 11 ]       |
| 第43回香港電影金像奨             | 2025年4月27日  | 編集賞           | チュン・カーファイ                                                           | 受賞       | [ 11 ]       |
| 第43回香港電影金像奨             | 2025年4月27日  | 撮影賞           | チェン・チュウキョン                                                         | 受賞       | [ 11 ]       |
| 第43回香港電影金像奨             | 2025年4月27日  | 音楽賞           | 川井憲次                                                                     | ノミネート | [ 11 ]       |
| 第43回香港電影金像奨             | 2025年4月27日  | 衣裳デザイン賞   | ブルース・ユー カレン・イップ                                                | 受賞       | [ 11 ]       |
| 第43回香港電影金像奨             | 2025年4月27日  | 美術賞           | ケネス・マク チャウ・サイフン・アンブローズ                                  | 受賞       | [ 11 ]       |
| 第43回香港電影金像奨             | 2025年4月27日  | 視覚効果賞       | ジュールス・リン マー・シウ・フー ギャレット・K・ラム イー・クォック・リョン | 受賞       | [ 11 ]       |
| 第43回香港電影金像奨             | 2025年4月27日  | 音響賞           | イウ・チュンヒン チャン・マイホイ トゥー・バーナード・デイヴィ               | 受賞       | [ 11 ]       |